# Schönbichl (Gemeinde Fuschl)
Schönbichl ist eine Rotte in der Gemeinde Fuschl am See im Nordosten des österreichischen Bundeslandes Salzburg.
Die Rotte befindet sich südwestlich von Fuschl und etwas oberhalb des südöstlichen Ufers des Fuschlsees. Durch den Ort führt die aus der Stadt Salzburg kommende Wolfgangsee Straße, die von Schönbichl am östlichen Seeufer entlang nach Fuschl verläuft, dann südlich am Wolfgangsee vorbei führt und in Bad Ischl endet.